# Jiří Jun
Jiří Jun (* 10. ledna 1942 Světlá nad Sázavou) je český výtvarník, grafik a kreslíř.

## Život
Narodil se ve Světlé nad Sázavou v rodině drobného živnostníka Josefa Jůna. Po absolvování základního vzdělání v rodném městě pracoval v letech 1957–1958 v nedaleké Okrouhlici jako malíř porcelánu. Zde se seznámil s Janem Zrzavým, který mu pomohl s přípravou na studia na výtvarné škole. V letech 1958–1962 studoval na střední uměleckoprůmyslové škole v Uherském Hradišti u prof. J. Kořínka a R. Kubíčka propagační grafiku a výtvarnictví. Na vysokou školu se už ale kvůli svému původu hlásit nemohl. Své první zaměstnání nalezl v propagaci a reklamě podniku Barum v Gottwaldově, kde působil v letech 1964–1966. Déle působil tři roky v Třebíči, kde pracoval v propagačním oddělení firmy ZGK Třebíč. Zde se seznámil se svojí budoucí manželkou Zdenou a narodila se jim zde i dcera Magdaléna. Po odchodu s Třebíče jej osud zavedl na Sokolovsko, kde třicet let pracoval jako výtvarník v Sokolovské uhelné a.s. Na konci 70. let odmítl podepsat Antichartu, důsledkem čehož musel čelit nařčení z rozvracení socialistické republiky. V roce 1974 se v rodině J. Juna narodil syn Hynek, který se v současnosti věnuje lidem s autismem. Během sametové revoluce se aktivně zapojoval do dění v Karlových Varech a angažoval se i v Občanském fóru. Po celý život je pro něj zásadní výtvarná tvorba a dodnes vystavuje v různých galeriích po celé republice, ale i v zahraničí. Dnes žije a tvoří v Chodově na Sokolovsku.

## Dílo

### Realizace
- V rámci „Stoleté výstavy Praha 1991” – návrh a realizace v pavilonu „B“ – kóje PRAGOSEC – Ochrana bezpečnosti při práci

### Loga
- Sokolovská uhelná, a. s. Sokolov
- IPS Karlovy Vary
- Recyklace Vřesová
- APLA Praha
- LIKA KLUB – nakladatelství Praha

## Členství v uměleckých sdruženích a spolcích
- 1982 – Český fond výtvarných umění (ČFVU)[4]
- 1989 – Svaz českých výtvarných umělců (SČVU)[5]
- 1990 – Unie výtvarných umělců karlovarské oblasti (UVU)
- 2005 – Unie výtvarných umělců České republiky (UVUCR)[6]

## Zastoupení ve sbírkách
- Galerie umění Karlovy Vary[7]
- Západočeská galerie v Plzni
- Museum Kampa
- Horácká galerie v Novém Městě na Moravě
- Galerie Slováckého muzea v Uherském Hradišti
- Galerie Goller Selb
- Soukromé sbírky doma i v zahraničí

## Ceny
- 1998 – Cena „Unie výtvarných umělců ČR“
  - Středoevropské bienále kresby – Plzeň
- 2000 – Ocenění nejvyšší kvality – Short list
  - II. Středoevropské bienále kresby – Plzeň
- 2001 – Cena Asociace jihočeských výtvarníků
  - 5. ročník Intersalonu AJV – České Budějovice
- 2004 – Ocenění nejvyšší kvality – Short list
  - IV. Mezinárodní bienále kresby – Plzeň
- 2006 – Cena Hejtmana Plzeňského kraje
  - V. Mezinárodní bienále kresby – Plzeň
- 2010 – Ocenění nejvyšší kvality – Short list
  - VII. Mezinárodní bienále kresby – Plzeň

## Výstavy

### Autorské
- 1979 – Jiří Jun: Kresby, HDKT Sokolov
- 1982 – Jiří Jun: Kresby, výstavní síň kolonády M. Gorkého, Mariánské Lázně
- 1983 – Jiří Jun: Kresby, výstavní síň kulturního střediska, Rokycany
- 1985 – Jiří Jun: Kresby, Letohrádek Ostrov, Ostrov nad Ohří
- 1986 – Jiří Jun: Kresby, výstavní síň kulturního střediska, Aš
- 1988 – Jiří Jun: Kresby, Sokolovský zámek, Sokolov
  - Jiří Jun: Kresby, Galerie časopisu Květy, Praha
- 1990 – výstavní síň Radnice, Loket nad Ohří
- 1991 – Galerie Loubí, České Budějovice
- 1992 – Malovaný dům, Třebíč
  - DÍLO, Karlovy Vary
- 1995 – Jiří Jun: Kresby, Galerie ALFA-OMEGA, Karlovy Vary (s Milanem Neubertem)
- 1996 – Jiří Jun: Kresby, Galerie umění Karlovy Vary, Karlovy Vary
- 2000 – Jiří Jun: Kresby, Státní galerie výtvarného umění v Chebu, Cheb
  - Jiří Jun: Kresby, Univerzitní galerie v Plzni, Plzeň
- 2001 – Jiří Jun: Světlení, Západočeská galerie Plzeň
  - Jiří Jun: Kresby, Galerie Goller, Selb, Německo
- 2002 – Jiří Jun: Kresby, Galerie a obchod s ručním papírem z Velkých Losin, Praha
- 2004 – Jiří Jun: Trialog, Horácká galerie v Novém Městě na Moravě, Nové Město na Moravě
- 2005 – Jiří Jun: Trialog, Galerie výtvarného umění v Havlíčkově Brodě, Havlíčkův Brod
  - Jiří Jun: Trialog, Slovácké muzeum, Uherské Hradiště
  - Jiří Jun: Trialog, Letohrádek Ostrov n. O., Ostrov nad Ohří
- 2007 – Jiří Jun: Perem a tuší, Museum Kampa – Nadace Jana a Medy Mládkových, Praha
  - Jiří Jun: Kresby, Galerie u Vavřince v Chodově, Chodov
- 2008 – Jiří Jun: Kresby, Galerie Kabinet – Dům U dobrého pastýře v Brně, Brno
- 2009 – Jiří Jun: Kresby, Galerie hotelu Imperiál v Karlových Varech, Karlovy Vary
- 2011 – Jiří Jun: Kresby, Galerie Na Půdě ve Světlé nad Sázavou, Světlá nad Sázavou
  - Jiří Jun: Kresby, rodný dům Mikuláše Kusánského v Bernkastel-Kuesu, Bernkastel-Kues, Německo
- 2012 – Jiří Jun: Hostem svého bytí, Oblastní galerie Vysočiny Jihlava, Jihlava
- 2013 – Jiří Jun: Záznamy přítomnosti, Horácká galerie v Novém Městě na Moravě, Nové Město na Moravě
  - Jiří Jun: Kresby, Galerie v zahradě Kolín, Kolín
- 2014 – Jiří Jun: Šlápoty s otiskem kresby, Galerie u Vavřince Chodov, Chodov
  - Jiří Jun: Kresby, Galerie Heinrich-Hartmann-Haus Oelsnitz/Erzgebirge, Německo
- 2016 – Jiří Jun: Kresby, Bazilika sv. Prokopa a Panny Marie v Třebíči, Třebíč
- 2017 – Jiří Jun: Z Chodova do Chodova, Chodovská tvrz – Praha
  - Jiří Jun: Kresby, Galerie K v Českém Brodě, Český Brod
- 2018 – Jiří Jun: Z Chodova do Chodova, Galerie u Vavřince Chodov
- 2019 - Jiří Jun: Kresby, Waldsassen – Kunsthaus
  - Jiří Jun: Kresby, Na Pomezí (Am Rain)
- 2022 - Jiří Jun: Kresby, Galerie umění Karlovy Vary – Becherova vila
  - Jiří Jun: “Smírčí dobou“, kresby, Hradec Králové, Galerie Na Hradě
- 2023 - Jiří Jun: “Minulost je nyní“ kresby, Zlín Evangelický kostel      
  - Jiří Jun: „Minulost je nyní“, kresby, Plzeň Evangelický kostel – Galerie u Jižního
- 2024 - Jiří Jun: “Chodovská přemítání kresbou“, Galerie u Vavřince Chodov

Účast na zahraničních výstavách:
Belgie, Francie, Itálie, Maďarsko, Německo, Norsko, Polsko, Rakousko, Rumunsko, Slovensko, Slovinsko, USA

## Galerie

Jednota v různorodosti (Pocta Mikuláši Kusánskému), perokresba
Kruh, perokresba
Na počátku, perokresba
Nad hladinou, perokresba
Smírčí kříže, perokresba
Vynucená přitažlivost, perokresba (2012)
Síť, perokresba
O naději, perokresba (2019)
Korzet pro madam Toyen, perokresba (2018)
Odkrytý prostor, perokresba (2019)
Vysočinou, perokresba (2018)
Domino, perokresba (2019)
Nokturno 1., perokresba (2023)
Vzedmutí 2, perokresba (2025)